# Степен (музика)
Степен (фр. ton) представља размак између два суседна тона.
У музичкој пракси најчешће су у употреби две врсте степена:
1. цео степен
2. полустепен

Ако погледамо распоред целих и полустепена у C-Dur лествици, видећемо да се: 
1. целостепени размаци налазе између I-II, II-III, IV-V, V-VI, VI-VII ступња, a
2. полустепени размаци налазе између III-IV и VII-VIII ступња.

Погледајмо нотни приказ реченог: 
- У музици источњачких народа и у музичким фолклорима многих народа наилазимо и на мањи размак између два суседна тона од полустепена.